# Emma Barton

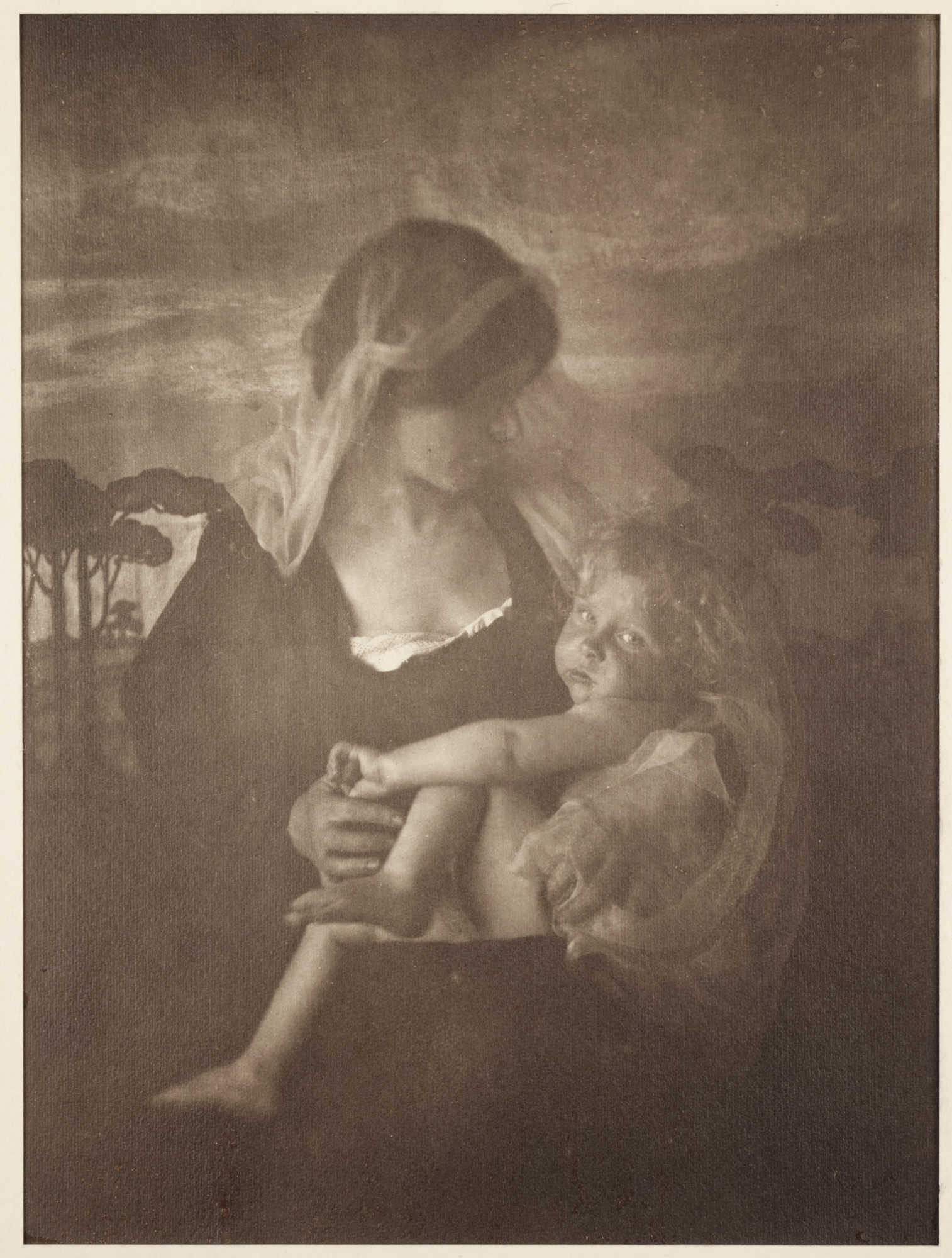
The Awakening av Emma Barton, 1903.

Emma Barton, född som Emma Boaz Rayson 5 oktober 1872 i Birmingham, död 31 mars 1938 på Isle of Wight, var en brittisk porträttfotograf.
Hon föddes som Emma Boaz Rayson i en arbetarfamilj i Birmingham, och blev samvetsgift med George Barton. Hennes styvfar introducerade henne till fotografin, och hon blev först känd när hon publicerade porträtt av varietéartisten Dan Leno, år 1898. Efter det började hon ställa ut porträtt och religiösa motiv, och hon tilldelades Royal Photographic Society-medaljen år 1903 för The Awakening.
Under det nya århundradet influerades hennes fotografi av old master-målningar, Arts and Crafts-rörelsen och Prerafaeliterna. Hon var även en pionjär inom färgfotograferingen, till vilken hon använde Autochromemetoden.
Efter 1918 slutade hon ställa ut, och fotograferade endast sin egen familj. Hon drog sig tillbaka till Isle of Wight år 1932.

## Artikelurprung
Den här artikeln är helt eller delvis baserad på material från engelskspråkiga Wikipedia, tidigare version.